# Asteromyia urostigmatis
Asteromyia urostigmatis är en tvåvingeart som först beskrevs av Tavares 1917.  Asteromyia urostigmatis ingår i släktet Asteromyia och familjen gallmyggor. Inga underarter finns listade i Catalogue of Life.